# Санш V Санше
Санш V Санше (баск. Antso Sancion, гаск. Sans Sancion, фр. Sanche Sancion, исп. Sancho Sanción; умер около 961) — герцог Гаскони с около 930 года. Возможно, незаконный сын герцога Санша IV Гарсии.

## Биография
Существуют некоторые разногласия относительно имени наследника Санша IV. Ряд источников указывают, что его старшим сыном и наследником был Гарсия. Однако если такой сын и существовал, то он умер раньше отца. По другой версии, Гарсия — это другое имя Санша V.
О правлении Санша V практически ничего не известно. Он наследовал отцу в герцогстве Гасконь в период между 950 и 955 годами, но уже около 961 года умер бездетным, после чего ему наследовал брат Гильом II Санше.